# Ove Sprogøe

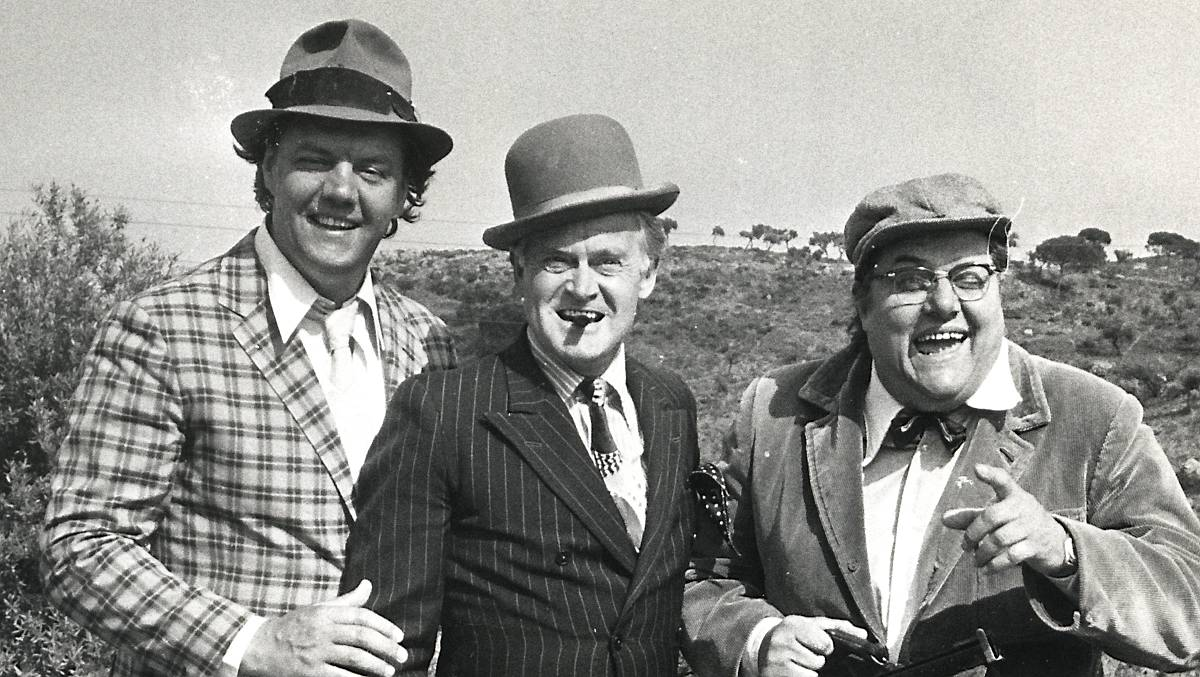
Aktorzy Morten Grunwald, Sprogøe i Poul Bundgaard podczas realizacji zdjęć do filmu Ostatni skok gangu Olsena (Majorka, 1974)

Ove Wendelboe Sprogøe Petersen (ur. 21 grudnia 1919 w Odense, zm. 14 września 2004 w Amager) – duński aktor, który znany jest głównie z roli Egona Olsena, którego sportretował w cyklu filmowym o przygodach Gangu Olsena. Był laureatem czterech duńskich nagród filmowych Bodil (w tym honorowej).

## Życiorys
Urodził się jako syn Artura i Inger Sprogøe. W 1944 roku ukończył edukację aktorską. Jako aktor teatralny zadebiutował w listopadzie 1945 roku na deskach kopenhaskiego teatru Folketeatret.
Sprogøe był jednym z najbardziej wszechstronnych duńskich aktorów; często obsadzany był zarówno w produkcjach filmowych, jak i w spektaklach teatralnych. Debiut filmowy miał w 1946 roku. W trakcie swojej kariery zagrał w co najmniej 157 duńskich filmach. Sprogøe zajmował się również rewią i piosenkarstwem.
W Polsce kojarzony jest głównie z rolą Egona Olsena w serii czternastu komedii kryminalnych Gang Olsena (Olsen-banden). W Danii seria stała się częścią kultury narodowej, cytaty (i przekleństwa) z filmów weszły do codziennego języka duńskiego.

## Życie prywatne
29 marca 1945 roku ożenił się z Evą Lilian Rasmussen (1922–2004). Miał trzech synów, w tym aktora Henninga.

## Nagrody i wyróżnienia
W 1956 roku został laureatem duńskiej nagrody filmowej Bodil za rolę pierwszoplanową w filmie På tro og love (1955). W 1972 roku uhonorowano go tą samą nagrodą za główną rolę w obrazie Den forsvundne fuldmægtig (1971). Trzy lata później uhonorowano go ponownie Bodilem – tym razem za pierwszoplanową rolę Egona Olsena w filmie Ostatni skok gangu Olsena (1974). W 1999 roku Sprogøe otrzymał honorowego Bodila za długoletnią karierę oraz wkład w duńskie kino. 